# Rhaponticum scariosum
Rhaponticum scariosum là một loài thực vật có hoa trong họ Cúc. Loài này được Lam. miêu tả khoa học đầu tiên năm 1779.